# Mireia Vehí
Mireia Vehí i Cantenys (Vilafan, 9 de febrero de 1985) es una socióloga y política española. Fue diputada por Barcelona en el Congreso de los Diputados desde diciembre de 2019 hasta agosto de 2023, por la CUP. Anteriormente fue diputada del Parlamento de Cataluña en representación de la CUP-Llamada Constituyente por Barcelona.

## Biografía
Hija del policía, historiador y escritor Agustí Vehí, Mireia se licenció en Sociología en la Universidad de Granada. Después, inició estudios de postgrado en Sociedades Africanas y Desarrollo en la Universidad Pompeu Fabra e hizo un máster en Mujeres, Género y Ciudadanía en el Instituto Interuniversitario de Estudios de Mujeres y Género. Es miembro de la Junta del Centro de Estudios Africanos e Interculturales y representante de la campaña Tanquem els CIE.
Su madre, Consol Cantenys, fue alcaldesa de la localidad gerundense de Vilafan por el PSC. Es hermana de la cantante Laia Vehí, que participó en el programa El número uno de Antena 3.
Militó en diferentes movimientos sociales, como en el movimiento okupa en Granada, entre 2007 y 2010, siendo más tarde miembro de la Asamblea de Pueblo Seco de Barcelona.
Se instaló en Sabadell en 2015, formando parte en las elecciones municipales de mayo de ese año en la lista electoral de la coalición radical de izquierdas Crida per Sabadell.
En las elecciones al Parlamento de Cataluña de 2015, Vehí fue en el octavo puesto por la circunscripción de Barcelona, no siendo elegida entonces. Sin embargo, tras la dimisión de algunos diputados de la CUP, acabó entrando en el Parlament el 19 de enero de 2016, conformándose como diputada de la XI Legislatura.
En el Parlament, fue portavoz de la CUP en las comisiones de Interior, Trabajo y Seguridad Vial, así como miembro de las comisiones de Emprendimiento y Trabajadores Autónomos.
En marzo de 2016, Mireia Vehí fue expulsada de Turquía, donde se encontraba junto a otras activistas en un acto feminista en Diyarbakir, capital del Kurdistán turco, con motivo del Día Internacional de la Mujer.
Dejó su puesto de parlamentaria el 28 de octubre de 2017, tras la aplicación del artículo 155 de la Constitución Española en Cataluña.
En febrero de 2018 la lista que encabezó —próxima a Endavant— junto a Eulàlia Reguant, para elegir al secretariado nacional de la CUP, fue la más votada con un 56,35 % de los votos, logrando seis miembros en la nueva dirección.
Con motivo de las elecciones generales de noviembre de 2019, la CUP decidió por primera vez en su historia política presentarse al Congreso. La organización anticapitalista decidió que Vehí fuera la cabeza de lista al Congreso por la circunscripción de Barcelona, consiguiendo dicho escaño en la cámara baja.